# كونر ريفيس
كونر ريفيس (بالإنجليزية: Conner Reeves)‏ هو مغن مؤلف بريطاني، ولد في 8 أبريل 1972 في بريمن في ألمانيا.

## وصلات خارجية
- الموقع الرسمي
- كونر ريفيس على موقع ميوزك برينز (الإنجليزية)
- كونر ريفيس على موقع ديسكوغز (الإنجليزية)